# ポール・アードマン
ポール・エミール・アードマン（Paul Emil Erdman、1932年5月19日 - 2007年4月23日）は、カナダ出身のアメリカ合衆国の小説家、経済評論家。

## 略歴
カナダ・オンタリオ州ストラトフォードで米国人の両親のもとに生まれる。ジョージタウン大学の外交政策・国際関係大学院（Edmund A. Walsh School of Foreign Service, SFS）を卒業し、1958年スイスのバーゼル大学でPhD（博士号）を取得。
1965年にカリフォルニアの投資家チャールズ・サリク (Charles Salik) のバックアップにより、プライベートバンクであるサリク銀行 (Salik Bank) をスイスで初めて開設した米国人となった。このプライベートバンクは成功し、1969年にはユナイテッド・カリフォルニア銀行 (UCB) に買収され「バーゼル ユナイテッドカリフォルニア銀行 (United California Bank in Basel)」となり、アードマンは37歳でこの責任者となる。
しかし翌年、このプライベートバンクはココアの投機に失敗し多額（5千万ドル以上といわれる）の損失を出して破産。何名かの役員とともにアードマンも詐欺容疑で逮捕される。保釈されるまでのおよそ8か月間に書きあげた『十億ドルの賭け』がエドガー賞 処女長編賞を受賞し、以後は国際金融をテーマにした作品を発表する傍ら、ウォールストリート・ジャーナルのマーケットウォッチ誌にコラムを連載するなど経済評論家としても活動。
作家となってからはアメリカのカリフォルニア州ヒールズバーグに在住し、晩年まで現役で活動していた。
2007年4月23日、ガンのため死去。

## 作風
金融実務家としての経験からマネーゲームをリアルに描写し、作中には数々の投資家、事件、金融機関などが実名で登場。また投資手法や金融商品も執筆当時の最新のもので、業界の事情や裏話、制度や商品設計のわずかな欠陥を突く手口などが多く紹介されている。その内容のリアルさが金融専門誌で評判になり、日本の金融機関では彼の作品が新人研修のテキストとして用いられた事もある。

## 作品

### フィクション
- 『十億ドルの賭け』（The Billion Dollar Sure Thing (1973)、渡辺栄一郎訳、TBS出版会、ワールド・スーパー・ノヴェルズ） 1975 - 1974年エドガー賞 Best First Mystery Novel 受賞
- 『シルバー・ショック』（The Silver Bars (1974)、井上一夫訳、立風書房） 1980.9
- 『1979年の大破局』（The Crash of '79 (1976)、池央耿訳、ごま書房、ゴマノベルス）1976.10、のちごま書房 1978.10

改題『オイル・クラッシュ』（池央耿訳、新潮文庫） 1979.9
- 『1985年の大逆転』（The Last Days of America (1981)、池央耿訳、講談社） 1982.2　ISBN 4-06-148053-7

改題『アメリカ最期の日』（池央耿訳、講談社文庫） 1983.10　ISBN 4-06-183132-1
- 『マネー・パニック'89 - 近未来経済情報小説』（The Panic of '89 (1986)、山本光伸訳、サンケイ出版） 1987.6　ISBN 4-383-02642-7
- 『カジノ 砂漠の巨大ビジネス』（The palace (1988)、山本光伸訳、新潮文庫） 1988.11　ISBN 4-10-216902-4
- 『暗号名スイス・アカウント』（The Swiss Account (1991)、山本光伸訳、新潮文庫） 1993.4　ISBN 4-10-216903-2
- 『ゼロクーポンを買い戻せ』（Zero Coupon (1992)、森英明訳、新潮文庫） 1994.6　ISBN 4-10-216904-0
- 『無法投機』（The Set-Up (1997)、森英明訳、新潮文庫） 1999.4　ISBN 4-10-216905-9

### ノンフィクション
- 『ポール・アードマンのマネー大予言』（Paul Erdman's Money Guide (1984)、竹内宏監訳、東洋経済新報社） 1984.8　ISBN 4-492-65070-9
- 『次に何が起こる? - アードマン博士の大予測』（What's Next? (1988)、斎藤精一郎、日本経済新聞社） 1988.6　ISBN 4-532-08838-0
- 『円への警告』（Warning! to the Yen (1991)、角間隆訳、集英社） 1992.3　ISBN 4-08-783054-3
- 『日米大不況は来るか - アードマンの世紀末予測』（The Currency Crisis of 1995 (1995)、斎藤精一郎監訳、吉川明希訳、日本経済新聞社） 1995.9　ISBN 4-532-14409-4